# 斯蒂芬·奥本海默
斯蒂芬·奥本海默（英語：Stephen Oppenheimer，1947年—）是一位英国兒科学家和遗传学家，毕业于牛津大学贝利奥尔学院，主要作品有《不列颠人的起源》（Origins of the British）等。